# Hospital de Caridade de Crissiumal
O Hospital de Caridade de Crissiumal é um hospital brasileiro, localizado na cidade de Crissiumal. É uma entidade beneficente sem fins lucrativos, atendendo as especialidades de ortopedia/traumatologia, clínica geral, saúde mental, obstetrícia cirúrgica, obstetrícia clínica, pediatria clínica e psiquiatria. Esse hospital é referência para 10 municípios da região com 60 000  habitantes e tem 57 leitos.